# Павло Юрій Боїм
Павло Юрій Боїм (лат. Paulus Boym; 1581 — 4/14 грудня 1641) — райця магістрату, війт і бурмистр Львова, придворний лікар короля Сигізмунда ІІІ Вази. Старший син Юрія Боїма і Ядвиги Ніжньовської (померла пізніше нього). Доктор філософії і медицини[джерело?]. Представник роду Боймів.

## Біографія
Ім'я батька було другим ім'ям його, синів, внуків. Початкову освіту здобув вдома, під наглядом райці міста Томаса Карча (помер 1609 року). На відміну від батька, який став католиком у 1590 році в Львові, виховувася ним змалку. Продовжив освіту в університеті Падуї, де став доктором філософії, медицини, був синдиком (юристом) відділення митців (1600 рік). Повернувся до Львова до 1613 року, де сплатив борги покійного чоловіка сестри Катерини Зигмунта Брезлера з Опави (помер 23 серпня 1611 року), став провізором (економом, керівником) міського шпиталю св. Духа після Еразма Сикста. 
З 1620 році став міським райцею, з 1627 став війтом (головою лави — суду), бурмистр Львова (1629, 1631). Крім лікарської практики, мав торгівлю: зокрема, для торгівлі зерном через Гданськ набув шпихлір (Монастир пол. Manasterz, Перемиська земля). Мав конкуретні судові процеси з ґданьським купцем Яном Томсоном, до Ґданьська сплавляв поташ, законтрактований в маєтках Яреми Вишневецького. В 1623 році, після часу мору, голоду, пожеж, ворожих нападів на місто (було зруйноване) разом з іншими райцями-резидентами ухвалив рішення фундувати вівтар св. Роха в латинській катедрі міста. В 1632 році протестував проти ухвали сеймику у Вишні стосовно каптура Руського воєводства.

Епітафія родини Боїмів

Володів кам'яницею Джіорджівською (або Кам'яниця Дзюрдзьовського, колишня Трибунальська, сьогодні на вулиці Шевській, 4) на вулиці Шпитальній (сьогодні Театральна 10). В університеті Падуї донині зберігся його ґмерк — міщанський герб.
Керував оздобленням білокам'яною різьбою родинної каплиці Боїмів (1611—1615), у якій він похований. В інтер'єрі каплиці знаходяться портрети його і Юрія Боїма, що збереглись із серії з 8 олійних портретів, замовлених у 1670-х роках Миколою Боїмом у художника Матвія Домарацького (?). Скульптурні зображення Павла Юрія Боїма та Дороти Барчівни розміщені в каплиці в епітафії родини Боїмів по обидві сторони від композиції «П'єта».

## Сім'я
У шлюбі з Доротою Барчівною (пом. 1644) народились 3 доньки і 6 синів:
- Георгій (Єжи, Юрій) — позбавлений спадку через недбалість, легковажність, що призвело до збитків у торгівлі
- Павло — доктор медицини
- Михайло († 1659), єзуїт — один з перших європейських дослідників Китаю
- Микола († після 2 травня 1690) — купець
- Ян (Іван) — купець
- Бенедикт Павел (1629 — 28 лютого 1670), єзуїт, який не отримав дозволю на місіонерську діяльність в Китаї і займався проповідництвом у Вільно
- Катажина — дружина Ґізини.

На час складання заповіту 2 доньки не жили. Лише у Миколая Боїма народилось 3-є синів, решта нащадків Павла Юрія Боїма померли без спадкоємців.